# The Light of Egypt

The Light of Egypt, dans son titre complet The Light of Egypt, or, the science of the soul and the stars, est un texte rosicrucien en 2 volumes paru en 1889. Son auteur, Thomas H. Burgoyne, y compila la totalité de la doctrine de la Fraternité Hermétique de Louxor, société secrète dont il fut un membre fondateur et le secrétaire de 1884 à 1888.
Ce livre clivant, dont la parution et le contenu seront commentés dans les journaux spécialisés de l'époque,, suscita de nombreuses réactions tant positives que négatives dans les milieux occultiste et intellectuel de l'époque. En France, c'est à travers cet écrit que les grandes figures de l'occultisme de la belle époque telles Papus, F.-Ch. Barlet, Sédir ou René Guénon s'initieront à l'occultisme.
Aux États-Unis il servira de référence pour des groupements spirituels californiens, eux-mêmes précurseur de ce qui deviendra plus tard le mouvement New Age. Burgoyne fondera en Californie la Church of Light, secte basée sur cet écrit, qui connaitra une vive expansion et existe toujours aujourd'hui.
Les partisans de la société théosophique verront dans ce livre une attaque dangereuse contre la spiritualité et une escroquerie.